# Aurelian Gulea (politician)
Aurelian Gulea (n. 7 noiembrie 1936, Nicolae Bǎlcescu, județul Constanța) este un fost deputat român în legislatura 1990-1992, ales în județul Botoșani pe listele partidului FSN.